# Mistrz 1477
Mistrz 1477 – anonimowy niemiecki malarz późnogotycki, czynny w drugiej połowie XV wieku w Augsburgu.
Mistrz 1477 swój przydomek otrzymał od daty umieszczonej na obrazie Ukrzyżowanie znajdującym się w Augsburgu. Był malarzem innowacyjnym, opierającym się na niderlandzkich artystach; tworzył z wyrazistym realizmem, stosował żywe kontrasty i sugestywną narrację. Jego uczniem był Thoman Burgkmair, ojciec Hansa Burgkmaira starszego. Obaj uważani są za prekursorów gotyku międzynarodowego w regionie augsburskim.